# Liste der Naturdenkmale in Böbingen an der Rems
| Naturdenkmale | Anzahl |
| ------------- | ------ |
| FND           | 0      |
| END           | 7      |
| Gesamt        | 7      |

Die Liste der Naturdenkmale in Böbingen an der Rems nennt die verordneten Naturdenkmale (ND) der im baden-württembergischen Ostalbkreis liegenden Gemeinde Böbingen an der Rems. In Böbingen an der Rems gibt es insgesamt sieben als Naturdenkmal geschützte Objekte, keines ist ein flächenhaftes Naturdenkmal (FND), alle sind Einzelgebilde-Naturdenkmale (END).
Stand: 31. Oktober 2016.

## Einzelgebilde (END)
| Name                                    | Bild     | Kennung     | Einzelheiten         | Position | Fläche Hektar | Datum |
| --------------------------------------- | -------- | ----------- | -------------------- | -------- | ------------- | ----- |
| 1 Eiche bei der Mühle Unterböbingen     | BW       | 81360090006 | Böbingen an der Rems | ⊙        | 0,0           |       |
| 1 Eiche nordöstl.Unterböbingen          | BW       | 81360090002 | Böbingen an der Rems | ⊙        | 0,0           |       |
| 1 Linde bei der Kirche in Unterböbingen | BW       | 81360090001 | Böbingen an der Rems | ⊙        | 0,0           |       |
| 2 Eichen am Birkhof                     | BW       | 81360090003 | Böbingen an der Rems | ⊙        | 0,0           |       |
| 2 Linden am Friedhofseingang            | BW       | 81360090004 | Böbingen an der Rems | ⊙        | 0,0           |       |
| 2 Linden vor der Kirche Oberböbingen    | BW       | 81360090005 | Böbingen an der Rems | ⊙        | 0,0           |       |
| 3 Linden vor der Beiswanger Kapelle     | ND links | 81360090007 | Böbingen an der Rems | ⊙        | 0,0           |       |
| Legende für Naturdenkmal                |          |             |                      |          |               |       |